# Бунятов, Степан Агаронович
Степан Агаронович Бунятов (11 октября 1932, Каган — 24 октября 2018, Дубна, Московская область) — советский физик, соавтор научного открытия.

## Биография
Родился 11 октября 1932 года в городе Каган Бухарской области Узбекской ССР, родители — армяне.
Окончил один курс Института связи (1950—1951) и физический факультет МГУ (декабрь 1956).
С февраля 1957 года в Лаборатории ядерных проблем ОИЯИ (Дубна), в 1978—1989 годах — заместитель директора лаборатории и начальник отделения физики элементарных частиц высоких энергий, в 1989—1999 годах — начальник научно-экспериментального отдела физики элементарных частиц, с 1999 года — главный научный сотрудник отдела.
Специалист в области ускорительной нейтринной физики. Соавтор научного открытия: явление двойной перезарядки пи-мезонов. В. М. Сидоров, С. А. Бунятов, Ю. А. Бутусов, В. А. Ярба. № 77 с приоритетом от 1 ноября 1963 г.
Доктор физико-математических наук (1977), профессор (1982).
С 1990 года читал курс лекций «Электрослабое взаимодействие» для студентов пятого курса физического факультета в филиале НИИЯФ МГУ, с 1997 года профессор физфака МГУ (по совместительству).

## Награды
Награждён орденом ВНР «За трудовые заслуги» Золотой степени (1982), медалью «За доблестный труд».